# Spojrzenie w Przyszłość
Spojrzenie w Przyszłość (ang. Beyond Tomorrow) – australijski program telewizyjny poświęcony nowoczesnym technologiom. Prezentowany w Polsce na Discovery Science.

## Historia

### Towards 2000 i Beyond 2000
Pierwszy odcinek programu został wyemitowany w Australii, kanale ABC (Australian Broadcasting Corporation) w 1981 roku pod tytułem Towards 2000. Były to półgodzinne pokazy rozwoju technologii. W 1985 roku zmieniono nazwę programu na Beyond 2000 i wydłużono długość jednego odcinka do godziny. Beyond 2000 był już nadawany na arenie międzynarodowej (np. USA, Wielka Brytania, Kanada). Program był emitowany do 1995 roku, w 1999 roku wyprodukowano odcinek specjalny.

#### Prezenterzy
Ówczesnymi prezenterami byli:
- Sonia Humphrey
- Iain Finlay
- Jeff Watson
- Carmel Travers
- Chris Ardill-Guinness
- Simon Reeve
- Amanda Keller
- Andrew Carroll (prezenter TV)
- Maxine Gray
- Anthony Griffis
- Caroline West
- John D’Arcy
- Simon Nasht
- Sharon Nash

### Spojrzenie w Przyszłość
W 2005 roku program powrócił pod nową nazwą Beyond Tomorrow (Spojrzenie w Przyszłość). Pierwszy odcinek nowego programu ukazał się 1 czerwca 2005. W odróżnieniu od wcześniejszych wersji, Spojrzenie w Przyszłość bardziej zagłębia się w różne tematy, poczynając od kuracji przeciw chrapaniu a kończąc na sztucznej inteligencji. 
Część udziałów zakupiła spółka Discovery Communications, dzięki czemu program jest emitowany praktycznie we wszystkich krajach, gdzie dostępne są kanały Discovery.

#### Prezenterzy
Prezenterami programu są:
- Matt Shirvington
- Graham Phillips
- Hayden Turner
- Anna Choy
- Caroline West
- Sara Groen
- Grant Denyer
- Kim Watkins